# 清流

四万十川は日本三大清流の一つ。

清流（せいりゅう）とは、清らかな水の流れを意味する日本語である。英語では対訳語と言えるような単語こそ無いが、"clear river" および "clear stream" が言葉の概念として近い。
※比喩的表現については「転義」節を参照のこと。

## 定義
清流の定義は曖昧で漠然としたものとの指摘がある。

## 清らかな水の流れ

### 日本の清流
国土交通省が公表している全国一級河川の水質現況では、毎年上位のランキングが公表されており、これで第1位となった河川（複数の河川が同順位であることが多い）を「清流日本一」等と表現する場合がある。環境省が公表している公共用水域の水質測定結果でも、同様に上位の河川が公表されており、これで1位となった河川（こちらも複数の河川が同順位であることが多いが、国土交通省の結果とは異なる場合がある）を「清流日本一」等と表現する場合がある。環境省が1985年（昭和60年）に選定した「名水百選」や2008年（平成20年）に選定した「平成の名水百選」に選ばれたことをもって「清流」と表現する場合もある。
1983年（昭和58年）9月12日にNHKがドキュメンタリー番組『NHK特集 土佐・四万十川～清流と魚と人と～』で四万十川を「日本最後の清流」と紹介し、四万十川が日本を代表する清流という認識が広まった。もっとも、国土交通省の「全国一級河川の水質現況」が示すとおり、四万十川は水質が特段に良いわけではなく、例えば2009年度（平成21年度）においては全国の一級河川中の第122位でしかない。それにもかかわらず四万十川が清流として多くの人を惹きつけるのは、生態系が豊かであることや、河道や川岸が比較的自然に近い状態で残され、里山の原風景が残っていること、川と関わる伝統的な生活文化が残っているなど、複数の魅力があるためである。四万十川が清流を保ってきた理由の一つとして、先のテレビ番組では、本流に大規模なダムが建設されていないことも挙げている。他の河川でも「ダムの無い清流」などと表現されている例があり、「規模の大きいダムの無いことが清流を保つための重要条件である」という考え方のあることが分かる。
日本の川では、主に都市部においては生活排水や工業廃水・工場排水の流出により、水質汚染が進んだほか、治水の観点からコンクリート護岸で固められたり、利水のための取水によって川を流れる水量が極端に減少するなど、清流と呼べる河川は少なくなった。水質の悪化は悪臭などの素にもなるため、社会問題にもなり、排水の適切な処理などによる水質浄化、ヘドロや廃棄物などの撤去、河川に対する啓蒙活動、河畔林の整備、多自然型川づくりなどにより、「清流を残そう」「取り戻そう」という活動も行われているが、すべての河川においての解決には至っていない。しかしまたその一方で、生活排水などの一切を"悪いもの"と単純に捉えることで、とにかく人間社会が生み出す「海や湖などの富栄養化」を徹底的に防ぐことが自然環境の保全に繋がるというやや行き過ぎた認識が広まった結果、そういった水域において不自然なまでの貧栄養化が進み、沿岸地域や近海のバイオマスの大幅な低下を招いている例が目立ち始めると、以前にも増して高度な認識として、適度に"清らかでないこと"の重要性も見直されるようになりつつある。最も顕著な実例としては、養殖業や近海漁の漁獲高に深刻な悪影響をもたらしている瀬戸内海東部海域の貧栄養化があり、様々な要因が考えられるなか、瀬戸内地方東部地域の生活排水などはあえて完全には浄化することなく自然界へ還す時代に入っている。

### 世界の清流

#### 日本三大清流
現代日本では、四万十川（高知県）・長良川（岐阜県）・柿田川（静岡県）の3河川を、名数3で束ねて「日本三大清流」と呼んでいる。遅くとも昭和時代の終盤には盛んに謳われ始めていた名数評価である。ただし、いつ誰が評価して広まったのかについて確かな資料を見出すことは難しい。

## 転義
古来、漢字文化圏では、良い家柄やその出身者を清らかな水の流れに譬えて「清流」という。
また、古来、漢字文化圏では、清廉潔白な人を清らかな水の流れに譬えて「清流」という。
そしてまた、科挙が行われていた時代の中国では、学術の科目に合格した進士を、清らかな水の流れに譬えて「清流」と呼んだ。
あるいはまた、後漢代から唐代にかけての中国では、反宦官派の士大夫が自称し、他称されもした。腐りきった宦官派は「濁流」で、反宦官派の立場をとる清節な官僚である自分達は「清流」であるとの主張による。詳しくは「党錮」「清談」を参照のこと。